# Pseudopanthera chrysopteryx
Pseudopanthera chrysopteryx är en fjärilsart som beskrevs av Eugen Wehrli 1937. Pseudopanthera chrysopteryx ingår i släktet Pseudopanthera och familjen mätare. Inga underarter finns listade.